# Naomi Taniguchi
Naomi Taniguchi (Japans: 谷口 尚己, Taniguchi Naomi) (Tokio, 30 januari 1936) is een voormalig Japans motorcoureur. Hij behoorde samen met Giichi Suzuki, Junzo Suzuki en Teisuke Tanaka tot de eerste Japanse coureurs die uitkwamen in het wereldkampioenschap wegrace en was de eerste Japanner die een WK-punt scoorde. 

## Isle of Man TT 1959

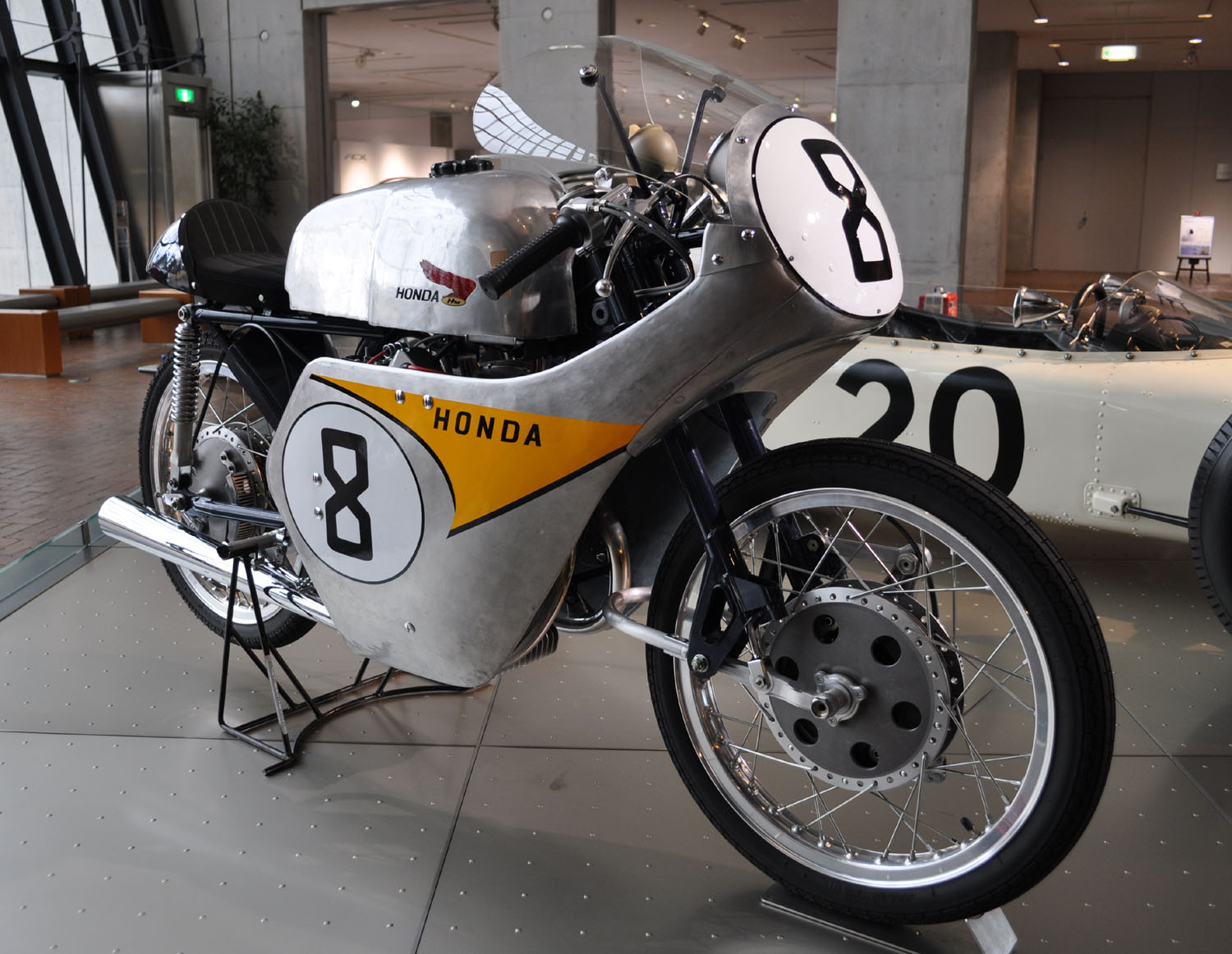
De Honda RC 142 waarmee Naomi Taniguchi het eerste Japanse WK-punt scoorde. In 2010 racete Guy Martin met zijn Wilson-Craig Honda's in een aantal Britse races in dezelfde kleuren, zelfs met dezelfde gestileerde "8", als eerbetoon aan de eerste Honda-coureurs

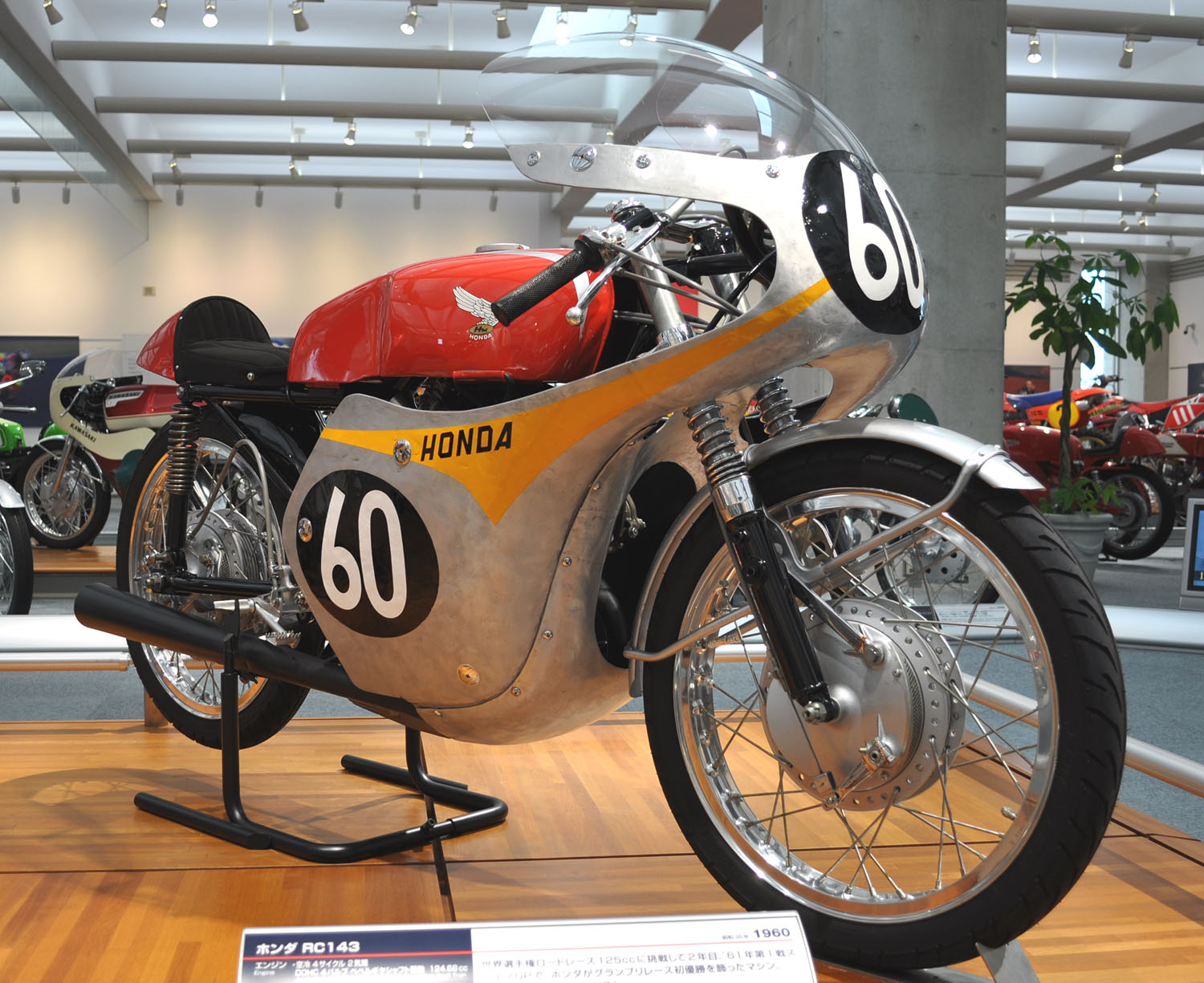
125cc Honda RC 143 tweecilinder uit 1960

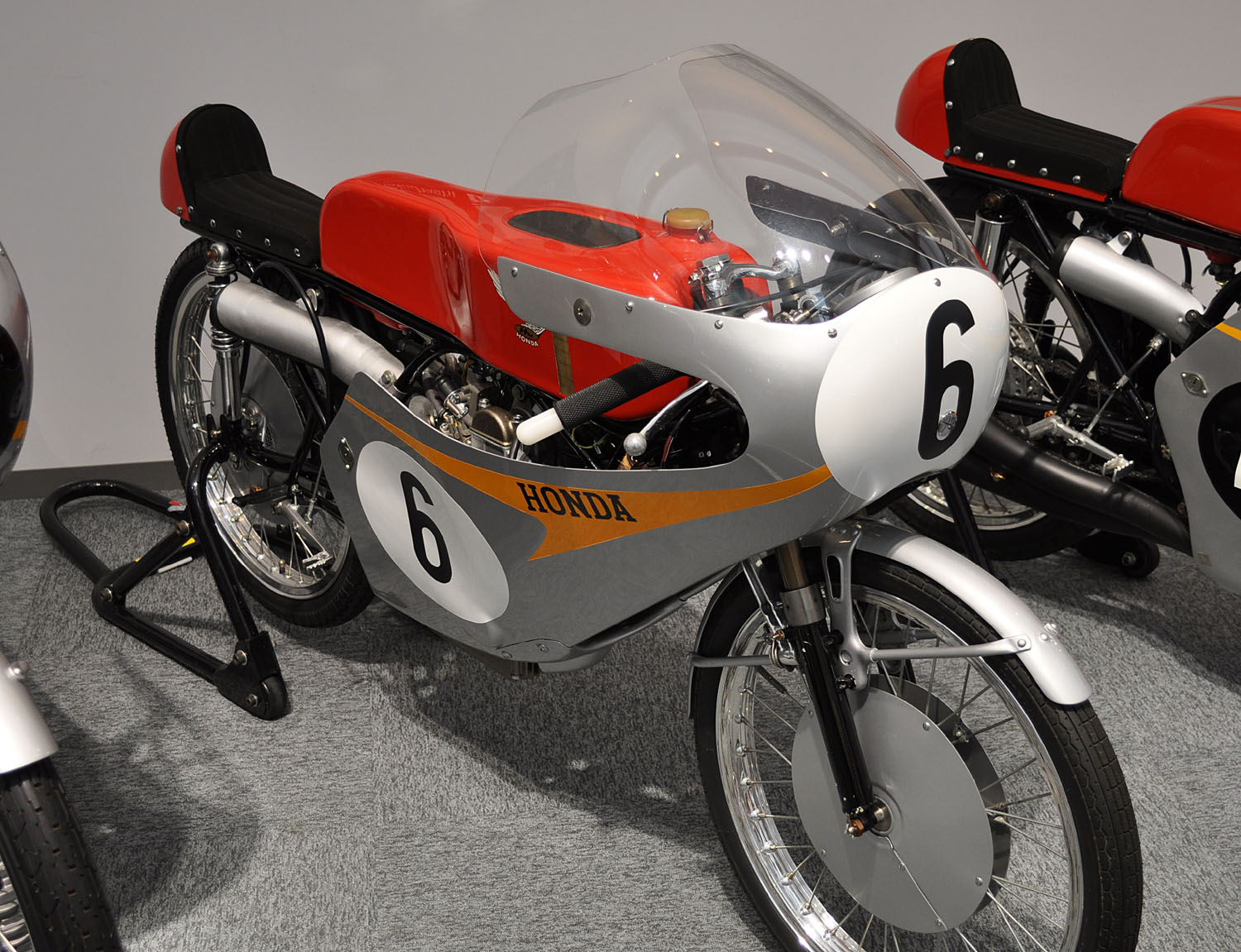
50cc Honda RC 115 uit 1965

Deze coureurs waren door Kiyoshi Kawashima, teamleider van het eerste raceteam van Honda, geselecteerd uit de Honda Speed Club, een fabrieksvereniging die ook in de heuvelklimwedstrijden op de Asama-vulkaan aan de start kwam. Met vijf 125cc Honda RC 141 racemotoren en vier Honda CB 92 Benly's als trainingsmotor toog het Honda-team in 1959 naar het eiland Man. Voor directeur en oprichter Soichiro Honda was dit de belangrijkste race ter wereld en daarom was hij al in 1954 op het eiland Man gaan kijken hoe de races daar werden georganiseerd. In Japan werd alleen op onverharde circuits gereden en daarvan was de heuvelklim op de Asama-Vulkaan een van de belangrijkste. De Honda-racemotoren waren dan ook voorzien van semi-terreinbanden. Het team bestond uit Kawashima, de monteurs Hisaichi Sekiguchi en Shunji Hirota, de manager Yoshitaka Iida en de coureurs Giichi Suzuki, Naomi Taniguchi, Junzo Suzuki, Teisuke Tanaka en Bill Hunt, een Amerikaan die ook als tolk fungeerde. Het team begon de trainingen en de verkenningen van de Clypse Course met Honda CB 92 Benly's die in februari op de markt gekomen waren. Men arriveerde een maand vóór de Isle of Man TT op het eiland en de Japanners vonden het vreemd dat ze de eersten waren. Ze realiseerden zich niet dat andere teams nog gewoon met wedstrijden voor het wereldkampioenschap bezig waren. Toen die teams arriveerden en met de trainingen begonnen realiseerden ze zich dat de RC 141 met zijn tweekleps-cilinderkop te langzaam was en er werden meteen vierklepskoppen besteld, die per luchtpost werden aangevoerd. Zo ontstond de Honda RC 142. Er konden echter slechts drie machines omgebouwd worden.
Het team werkte een maand lang inclusief de weekenden door om de machines raceklaar te maken. De Ultra-Lightweight TT werd gewonnen door Tarquinio Provini met een MV Agusta, Luigi Taveri werd met een MZ tweede en Mike Hailwood met een Ducati derde. Taniguchi werd zesde, Giichi Suzuki zevende, Tanaka achtste en Junzo Suzuki tiende. Taniguchi won een zilveren Replica en Giichi Suzuki en Tanaka wonnen bronzen Replica's. Het team kreeg ook de constructeursprijs.
Alle Japanse coureurs waren bijzonder zenuwachtig, vooral omdat ze voor het eerst op verharde wegen moesten racen, maar Taniguchi verklaarde later: "Op 3 juni was het racedag. Teamleider Kawashima zei eenvoudig: "niet overdrijven". Dat kalmeerde me meteen. Ik zei tegen mezelf: "Ik moet het op de beste manier doen die ik ken". Als hij me had gezegd mijn best te doen was ik waarschijnlijk nog zenuwachtiger geworden. Kawashima wist ons goed te begeleiden."

## WK-carrière
Na de Isle of Man TT trok het Honda-team zich weer terug om de race te evalueren en de machines door te ontwikkelen. In 1960 zette Honda ook de 250cc Honda RC 161 in. Taniguchi startte zowel in de 125cc Ultra-Lightweight TT als de 250cc Lightweight TT en in beide races werd hij zesde, waardoor hij in de 125- en de 250cc klasse één punt haalde. In de 125cc klasse werd hij zodoende 10e en in de 250cc klasse 17e. In 1961 werd hij in de Lightweight 250 cc TT 5e en eindigde hij als 16e in het 250cc WK. In de Ultra-Lightweight TT werd hij 8e. In de 125cc klasse reed hij ook in de GP van België (7e) en de GP van Argentinië (5e). Hij eindigde als gedeeld 15e in het 125cc-WK. In 1962 kwam Taniguchi helemaal niet aan de start in het wereldkampioenschap. Honda zette meer in op Europese coureurs die de circuits goed kenden, zoals Luigi Taveri, Tommy Robb, Tom Phillis en Jim Redman. Kunimitsu Takahashi trad nog op als Japanse fabrieksrijder. In 1963 bezuinigde Honda en men ontwikkelde geen nieuwe motorfietsen. Taniguchi reed wel in de 50cc GP van Japan, maar werd slechts 9e. In 1964 mocht Taniguchi weer naar het eiland Man, voor de 50 cc TT met de Honda RC 113. Hij haalde weer een punt door 6e te worden. In 1965 reed hij alleen de Japanse Grand Prix, waar hij met de Honda RC 115 8e werd.

## Grand Prix wegrace resultaten
| Jaar | Klasse | Merk  | 1     | 2     | 3     | 4     | 5     | 6     | 7     | 8     | 9     | 10    | 11    | Punten | Plaats | Overwinningen |
| ---- | ------ | ----- | ----- | ----- | ----- | ----- | ----- | ----- | ----- | ----- | ----- | ----- | ----- | ------ | ------ | ------------- |
| 1959 | 125cc  | Honda | IOM 6 | DUI - | NED - | BEL - | ZWE - | ULS - | NAT - |       |       |       |       | 1      | 14e    | 0             |
| 1960 | 125cc  | Honda | IOM 6 | NED - | BEL - |       | ULS - | NAT - |       |       |       |       |       | 1      | 10e    | 0             |
| 1960 | 250cc  | Honda | IOM 6 | NED - | BEL - | DUI - | ULS - | NAT - |       |       |       |       |       | 1      | 17e    | 0             |
| 1961 | 125cc  | Honda | SPA - | DUI - | FRA - | IOM 8 | NED - | BEL 7 | DDR - | ULS - | NAT - | ZWE - | ARG 5 | 2      | 15e    | 0             |
| 1961 | 250cc  | Honda | SPA - | DUI - | FRA - | IOM 5 | NED - | BEL - | DDR - | ULS - | NAT - | ZWE - | ARG - | 2      | 16e    | 0             |
| 1963 | 50cc   | Honda | SPA - | DUI - | FRA - | IOM - | NED - | BEL - | FIN - | ARG - | JPN 9 |       |       | 0      | -      | 0             |
| 1964 | 50cc   | Honda | USA - | SPA - | FRA - | IOM 6 | NED - | BEL - | DUI - | FIN - | JPN - |       |       | 1      | 13e    | 0             |
| 1965 | 50cc   | Honda | USA - | DUI - | SPA - | FRA - | IOM - | NED - | BEL - | JPN 8 |       |       |       | 0      | -      | 0             |